# Václav Budovec z Budova

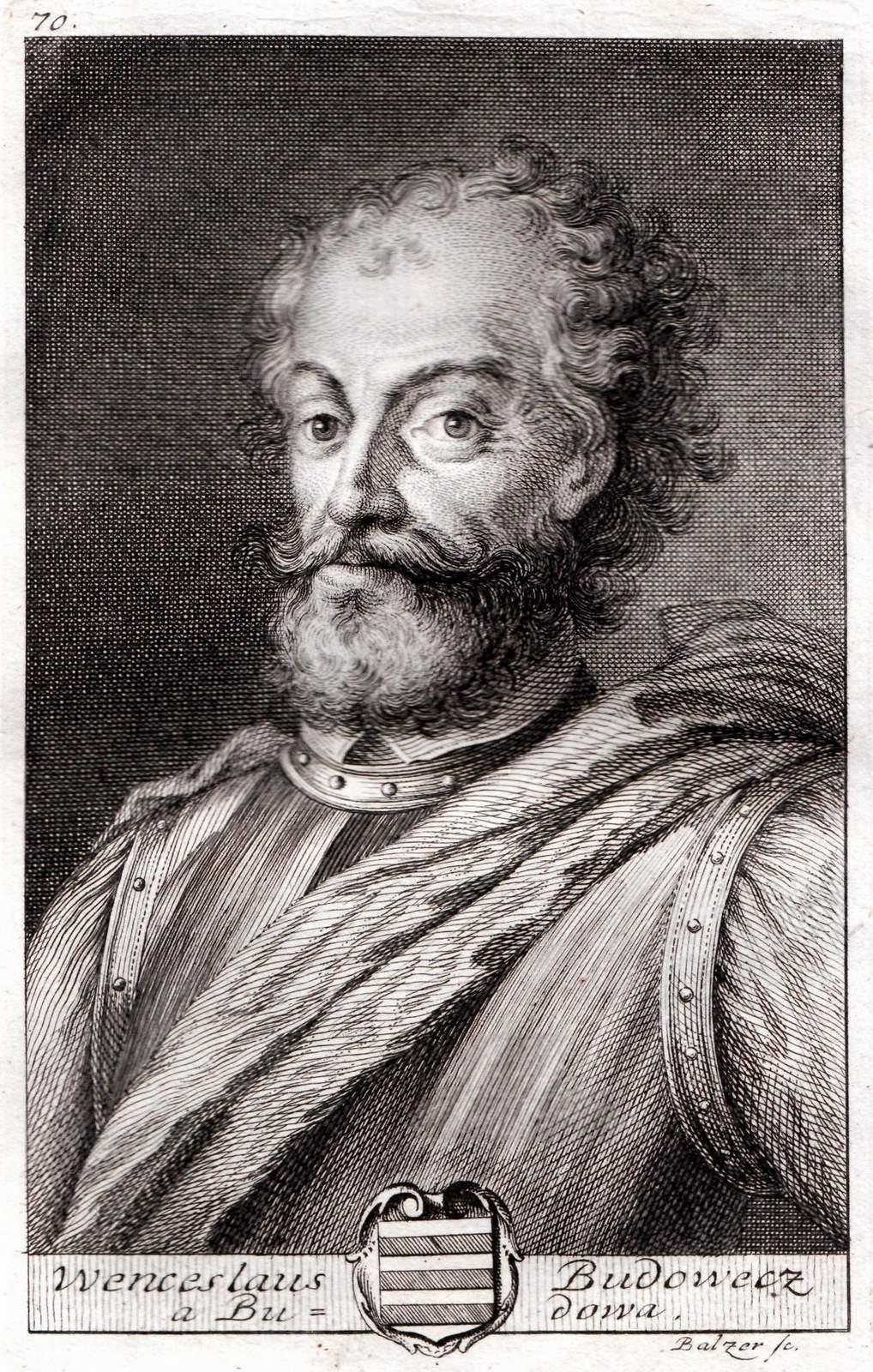
Václav Budovec z Budova
Kupferstich von Johann Balzer (1772)

Václav Budovec z Budova (deutsch Wenzel Wilhelm Freiherr Budowecz von Budowa; * 28. August 1551 in Janovičky; † 21. Juni 1621 in Prag) war ein böhmischer Reformator, Diplomat und Schriftsteller.

## Leben
Václav Budovec war Grundherr auf Janovičky, Mnichovo Hradiště und vier weiteren Dörfern. Böhmischer Herr war er seit dem 5. Mai 1607. Als junger Adeliger studierte er zunächst an der Universität Prag und 1569 bis 1571 an der Universität in Wittenberg. Danach unternahm er 1577 Auslandsreisen und lernte führende protestantische Theologen kennen. Den größten Einfluss auf ihn übte der Calvinist Théodore de Bèze aus. 1577 bis 1581 war Wenzel Budowecz Hofmeister des kaiserlichen Gesandten Joachim von Sinzendorf in Konstantinopel. Zu den Sprachen, die er bereits beherrschte, kamen nun auch Türkisch und Arabisch hinzu.
1584 kehrte er nach Prag zurück, wurde Appellationsrat am Appellationsgericht, dann Obersteuereinnehmer im Königreich Böhmen. Er war führendes Mitglied der Böhmischen Brüder und Haupt der nichtkatholischen Ständeopposition in Böhmen.  In die Geschichte Böhmens hat er sich aber auch als Teilnehmer des erfolglosen Adelsaufstandes unter der Herrschaft des Rudolf II. und dessen Bruder Matthias eingeschrieben.
1603 hielt er eine  Rede gegen die Verfolgung der Nichtkatholiken und für die Glaubensfreiheit. In den folgenden Jahren radikalisierte er seinen Standpunkt; Budovec sprach sich nun für eine, wenn notwendig, auch bewaffnete Verteidigung des Protestantismus aus. Nach dem Einfall des Passauer Kriegsvolks in Böhmen im Jahre 1611 wandte er sich, wie die meisten anderen böhmischen Adeligen, von Rudolf II. ab und unterstützte die Wahl dessen Bruders Matthias zum böhmischen König. 1609 beteiligte er sich maßgeblich an der Erlangung des Majestätsbriefes, mit dem Kaiser Rudolf II. den böhmischen Ständen die Religionsfreiheit garantierte.
Auch in den Folgejahren nahm er aktiv am politischen Geschehen teil. Er war 1618 führender Vertreter des Ständeaufstandes. Er nahm an der  Versammlung bei Smiřice teil, an der Defenestration war er jedoch nicht beteiligt.  Er war jedoch Mitglied des Direktoriums der Böhmischen Stände und Mitautor der zweiten, umfangreicheren ständischen Apologie. Er nahm auch an der Wahl des Kurfürsten Friedrich, genannt der „Winterkönig“, zum König von Böhmen teil. Von diesem wurde er zum Appelationspräsidenten ernannt.
Nach der Schlacht am Weißen Berg brachte Budovec seine Familie ins Ausland und kehrte nach Prag zurück. Im Februar 1621 wurde er inhaftiert. Am 21. Juni 1621 wurde er auf dem Altstädter Ring in Prag hingerichtet.

## Familie
Budovec entstammte einem Uradelsgeschlecht in Böhmen, das sich nach der Chronik des Historiographen Cosmas von einem Georg, Kastellan von Žatec herleitet und dessen ununterbrochene Stammreihe mit Wenzel Budowecz von Budowa (1335 genannt „der Vierte“) beginnt.
Sein Vater Adam II. (* um 1504, † Nové Hrady 24. Juli 1585) war kaiserlicher Oberproviant- und Feldzollmeister, dann Münzmeister in Kutná Hora und Landschreiber im Königreich Böhmen. Seine Mutter war Johanna, Tochter des Adaukt Ritter von Clum und der Anna, geborene Popel von Lobkowitz. Budovec heiratete 1582 in Prag Anna Zakupsky von Wartenberg, Tochter des Nikolaus von Wartenberg auf Reichstadt und der Magdalena, geborene von Mausswitz. Von ihren zwei Kindern verstarb die Tochter Salomena in jungen Jahren; der Sohn Adam III. Adolph auf Choczniegiwicz war kaiserlicher Kämmerer und verstarb 1628 im Exil in Haag in den Niederlanden.

## Werke

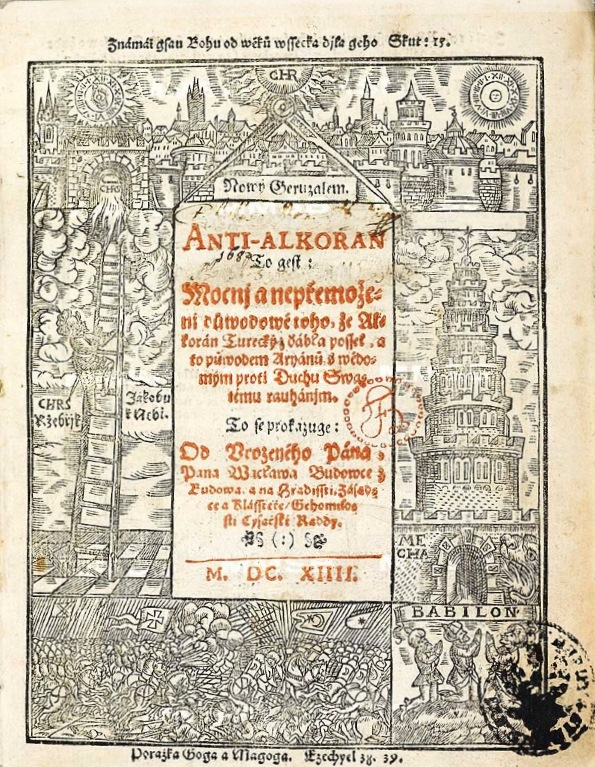
Anti-Alkoran

- Bibliographie seiner Werke bei Pelzel: Abbildungen böhmischer Gelehrter, III, Prag 1777, S. 84 ff.
- Der Aufenthalt in der Türkei und das Studium des Korans war Grundlage seiner Schrift Anti-Alkoran, die 1614 erschienen ist. Er schildert darin den damaligen politischen und gesellschaftlichen Zustand der Türkei. Die Schrift endet mit einer polemischen Verurteilung der Muslime.
- In seinem Buch Akta a příběhové beschreibt er die Debatten und Verhandlungen des böhmischen Landtags.